# Ofena
Ofena là một đô thị thuộc tỉnh L'Aquila trong vùng Abruzzo của Ý. Ý. Đô thị này có diện tích 36 km², dân số năm 2001 là 611 người. Các làng trực thuộc: Cappuccini, Frasca, Volpe
Các đô thị giáp ranh gồm: Calascio, Capestrano, Carpineto della Nora (PE), Castel del Monte, Castelvecchio Calvisio, Civitella Casanova (PE), Farindola (PE), Villa Celiera (PE), Villa Santa Lucia degli Abruzzi